# Прилипка (Полтавская область)
Прилипка (укр. Приліпка) — село в Козельщинском районе Полтавской области Украины. Является административным центром Прилипского сельского совета, в который, кроме того, входит село Глубокая Долина.
Код КОАТУУ — 5322084701. Население по переписи 2001 года составляло 400 человек.

## Географическое положение
Село Прилипка находится на правом берегу реки Псёл, излучина которой окружает село с трёх сторон,
на противоположном берегу — сёла Плавни, Киселёвка, Говтва, Загребелье, Хоришки и Юрки.
Примыкает к селу Глубокая Долина.

## История
- На околицах села насчитывается около 30 курганов эпохи бронзы (2 тыс. до н. э.).
- Село Прилипка было основано в конце X — в начале XI веков, село находилось около горы (Шар-Гора), на которой в то время была крепость.
- Село указано на трехверстовке Полтавской области. Военно-топографическая карта.1869 года как хутор без названия[2]
- До 1882 года построена Успенская церковь[3]
- Село образовано после 1945 года из нас. пунктов: Прилипки[4], Подол[5], Новоселовка[6], Сырики[7]

## Экономика
- Молочно-товарная ферма.
- ЧП «Деметра».
- ООО «Агротехнология».

## Достопримечательности
- Братская могила советских воинов.